# If You Keep Losing Sleep
If You Keep Losing Sleep és el tercer senzill de l'àlbum Young Modern del grup australià Silverchair llançat el 9 d'octubre de 2007. A la resta del món es va llançar com a segon senzill perquè l'anterior (Reflections of a Sound) només es va publicar a Austràlia. La cançó va arribar al setzè lloc en la llista australiana de senzills. El músic Van Dyke Parks va col·laborar en els arranjaments orquestrals de la cançó.
Per a la realització del videoclip, el grup va tornar a comptar amb la direcció de Damon Escott i Stephen Lance, i la producció de Leanne Tonkes. Estrenat a l'estiu del 2007, els membres de la banda el van descriure com el seu vídeo més "electrificant" en referència als efectes especials i a les descàrregues de llamps. Els efectes visuals estan produïts per l'empresa Liquid VFX, divisió de la multinacional Liquid Animation.

## Llista de cançons
CD Senzill AUS (ELEVENCD76)
1. "If You Keep Losing Sleep"
2. "We're Not Lonely But We Miss You"
3. "Barbarella"

iTunes Senzill AUS
1. "If You Keep Losing Sleep"
2. "We're Not Lonely But We Miss You"
3. "Barbarella"
4. "Hide Under Your Tongue"